# Correspondant de guerre
Un correspondant de guerre est un journaliste qui rapporte des faits relatifs à un conflit militaire. Il peut se trouver dans les zones de combat, intégré dans une des forces en présence ou plus à l'arrière.
Un correspondant de guerre peut étudier les aspects militaires, politiques et géopolitiques d'un conflit, mais aussi les aspects diplomatiques, économiques et humanitaires.
Les femmes correspondantes de guerre sont plus nombreuses sur les champs de bataille à partir de la guerre du Vietnam.
Le reportage de guerre a montré sa place croissante lors du siège de Sarajevo, de la guerre d'Afghanistan, de celle d'Irak, du conflit israélo-palestinien et plus récemment en Libye.

## Description

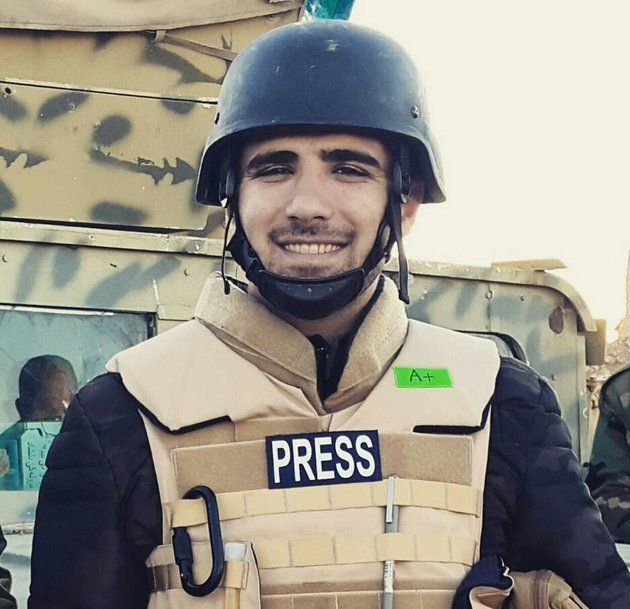
Le journaliste Mohammed Rasool vêtu d’une protection individuelle dans une zone en guerre (2017).

Mesures de protection des journalistes français (Article 79)
1. Les journalistes qui accomplissent des missions professionnelles périlleuses dans des zones de conflit armé seront considérés comme des personnes civiles au sens de l'article 50 ;
2. Ils seront protégés en tant que tels conformément aux Conventions et au présent Protocole, à la condition de n'entreprendre aucune action qui porte atteinte à leur statut de personnes civiles et sans préjudice du droit des correspondants de guerre accrédités auprès des forces armées de bénéficier du statut prévu par l'article 4 A.4, de la IIIe Convention ;
3. Ils pourront obtenir une carte d'identité conforme au modèle joint à l'Annexe II au présent Protocole[1],[2].

Cette carte, qui sera délivrée par le gouvernement de l’État dont ils sont les ressortissants, ou sur le territoire duquel ils résident ou dans lequel se trouve l'agence ou l'organe de presse qui les emploie, attestera de la qualité de journaliste de son détenteur.
La carte d’identité de journaliste en mission périlleuse
La présente carte d’identité est délivrée aux journalistes en mission professionnelle périlleuse dans des zones de conflit armé. Le porteur a le droit d’être traité comme une personne civile aux termes des Conventions de Genève du 12 août 1948 et de leur Protocole additionnel. La carte doit être portée en tout temps par son titulaire. Si celui-ci est arrêté, il la remettra immédiatement aux autorités qui le détiennent afin qu’elles puissent l’identifier.

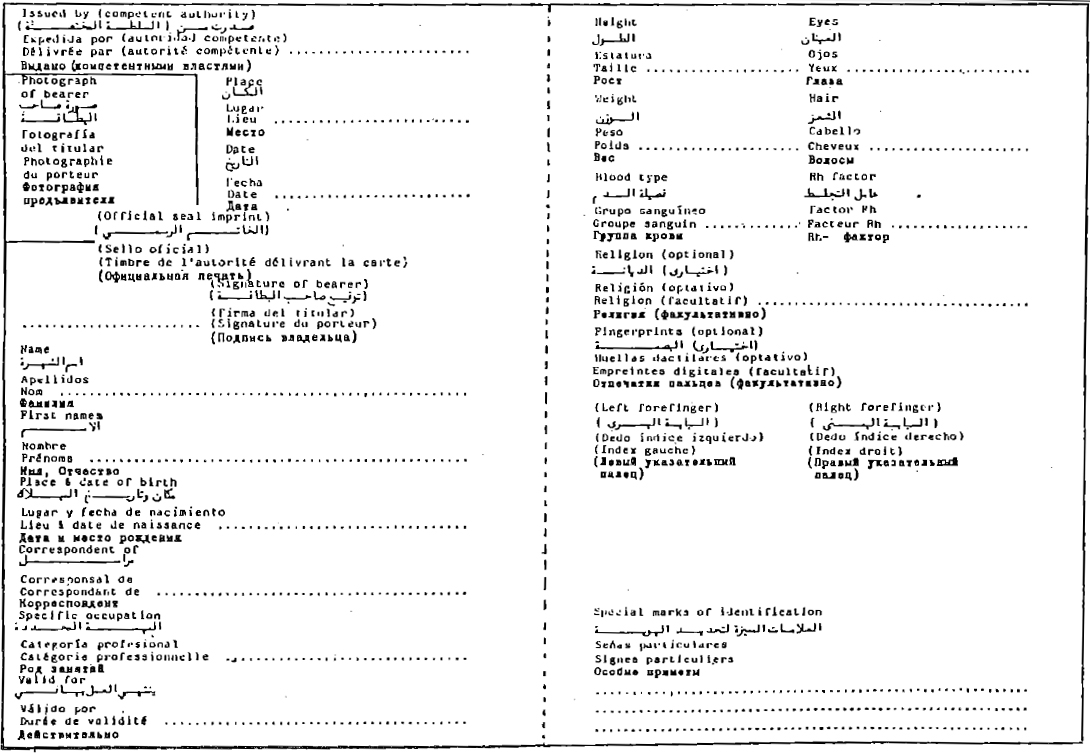
Intérieur de la carte de journaliste en mission périlleuse.
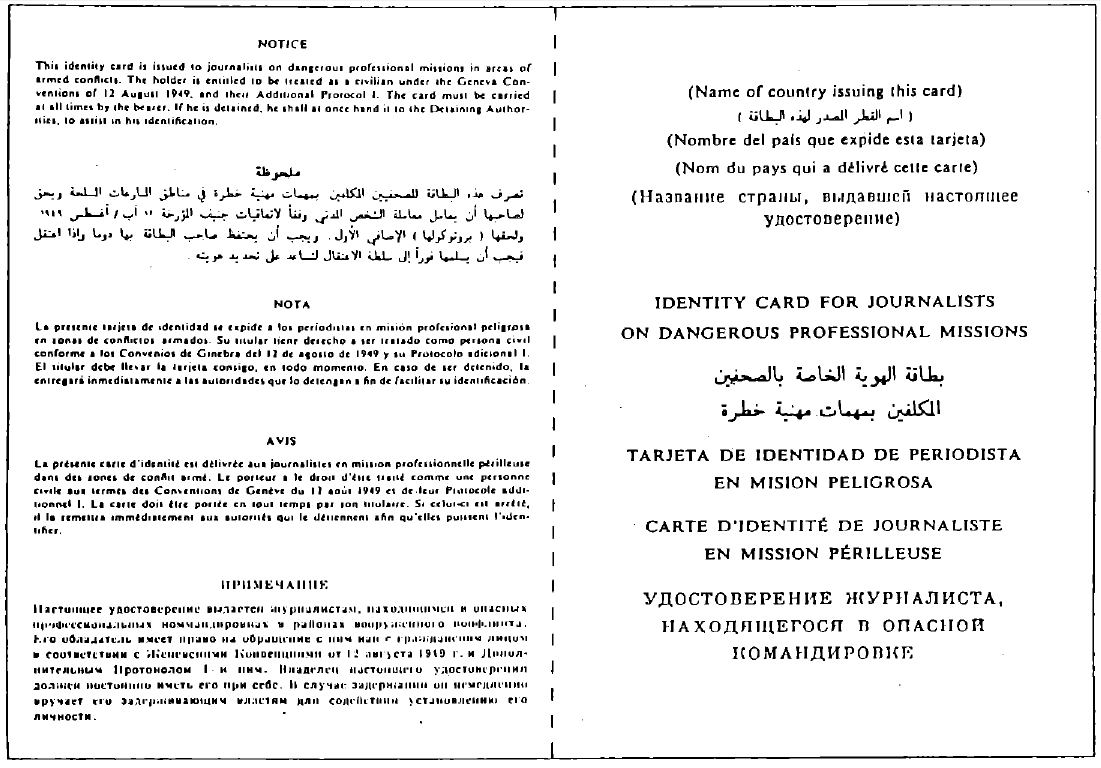
Extérieur de la carte de journaliste en mission périlleuse.

## Histoire
Lors de la guerre de Corée (1950-1953), les journalistes envoyés sur le terrain rencontrent de nombreuses difficultés (manque de lignes de communication, barrière de la langue, etc.), les conduisant à reprendre sans discernement les informations fournies par l'armée. Le général MacArthur, qui conduit les opérations, bénéficie encore à leurs yeux du prestige acquis lors de la guerre du Pacifique.
Les femmes reporters de guerre peu à peu imposent leur place, modifient la façon de témoigner, change le regard sur la guerre, la guerre du Vietnam aura été un premier tournant pour ce faire,.
Contrairement à la Seconde Guerre mondiale, lors de la guerre du Viêt Nam (1955-1975), les journalistes disposent sur place d'une certaine liberté de circulation, et ce en raison du caractère particulier du conflit, qui officiellement n'est pas une guerre mais une interposition entre les troupes du nord et du sud Vietnam. Les liaisons aériennes régulières avec les États-Unis leur permettent d'envoyer rapidement leurs vidéos et photographies, non censurées. Par ailleurs, les femmes sont pour la première fois admises sur les champs de bataille,.
Il s'agit souvent de jeunes correspondants, dont c'est le premier conflit couvert. Ils n'ont pas le respect pour la hiérarchie militaire qu'avaient leurs prédécesseurs et n'hésitent pas à remettre en cause les comptes rendus officiels, allant sur le terrain à la recherche d'informations et d'images choc, par exemple Morley Safer (CBS) en 1965, qui filme un GI en train d'incendier des maisons vietnamiennes. Plus de 92 % des Américains ayant un poste télévisé à l'époque, les images rediffusées ont un fort impact sur l'opinion, ce qui fait dire à l'historien Henry Ashmore qu'il s'agit de « la première guerre de salon ».
Des leçons ont été tirées par les autorités américaines en vue de la guerre du Golfe (1990-1991), très préparée médiatiquement, avec un ennemi diabolisé (Saddam Hussein) et des objectifs limités. Les journalistes ne peuvent pas se rendre dans les zones de combat. L'armée fournit ses propres images (prises de nuit, et de loin) aux chaînes de télévision (en premier lieu CNN) qui, pressées par le développement du direct, n'ont pas forcément le temps de vérifier les informations fournies. La guerre est scénarisée.

## Personnalités notables

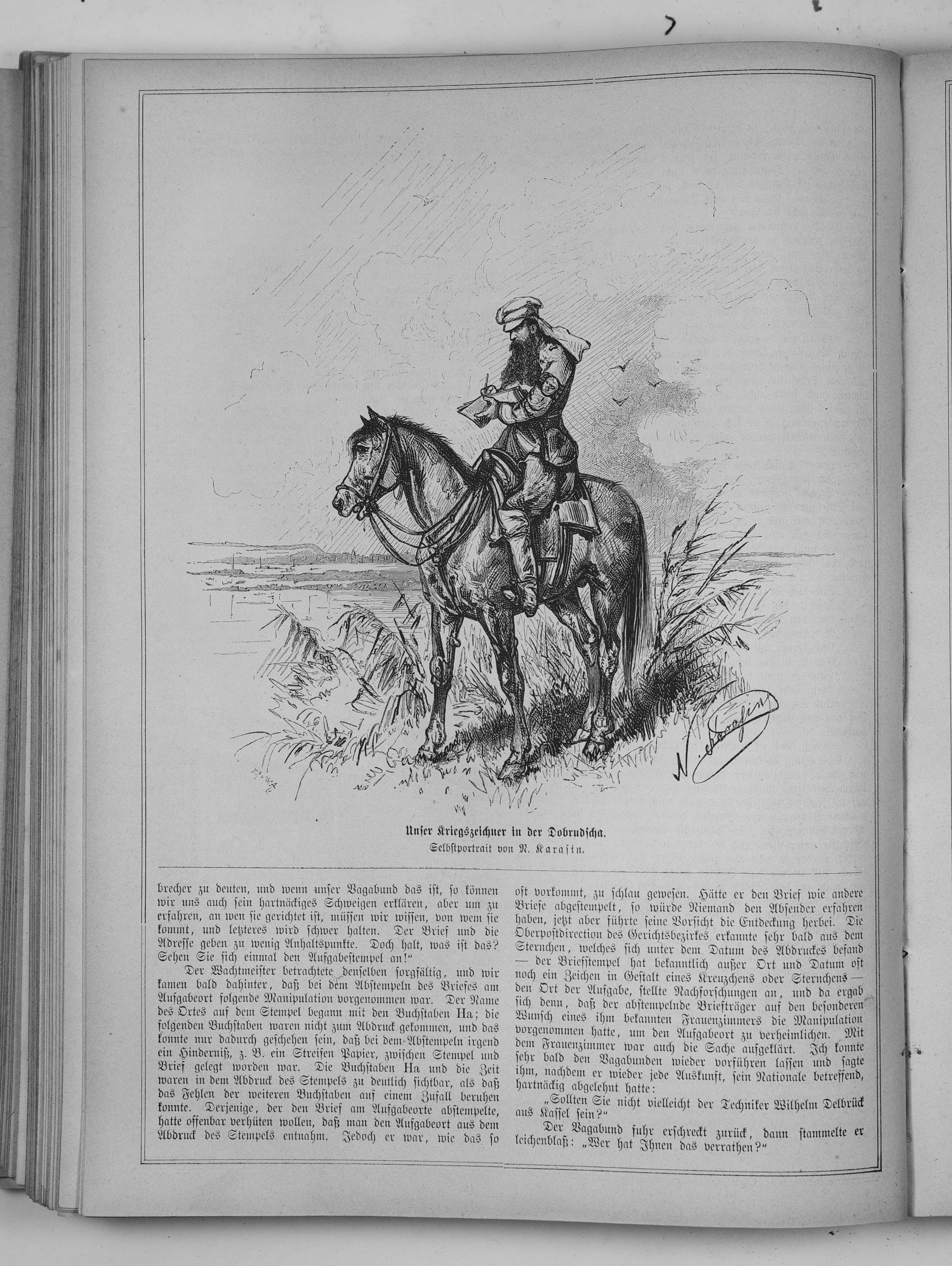
Le peintre russe Nikolaï Karazine prenant des croquis dans la Dobroudja pendant la guerre russo-turque de 1877-1878, Die Gartenlaube, 1877.

### Précurseurs
Xénophon d'Athènes (v. 430-355 av. J.-C.) est parfois présenté comme un des premiers correspondants de guerre pour son récit de l'Anabase, campagne militaire dans l'empire perse dont il avait été acteur et témoin. Jean Froissart (v. 1337-1410), chroniqueur de la guerre de Cent Ans, a aussi une méthode de travail proche du journalisme : il voyage et interviewe de nombreux acteurs du conflit, civils ou militaires.

### XIXe-première moitié du XXesiècle
Parmi les anciens grands correspondants de guerre figurent des écrivains tels que Ferdinando Petruccelli della Gattina, Blaise Cendrars, Ernest Hemingway, Joseph Kessel, George Orwell, Jack London, Albert Londres, Paul Gordeaux, Gaston Chérau, Lucien Bodard, Jean Lacouture, Curzio Malaparte, Evelyn Waugh, Ryszard Kapuściński, Olivier Todd, Michael Herr, Jean-Claude Guillebaud, Olivier Weber, Arturo Pérez-Reverte, Jean Rolin, Jean Hatzfeld, John Dos Passos, Patrick Denaud, Vassili Grossman,,,.
Les femmes aussi couvrent l'actualité des conflits armés du XXe siècle, à l'instar de Martha Gellhorn, troisième femme d'Hemingway, journaliste et écrivain qui sera correspondante de guerre sur une période proche de soixante ans, assurant entre autres la guerre civile espagnole de 1936, la seconde guerre sino-japonaise en 1941 et accompagnera les troupes américaines le jour de la libération du camp de concentration de Dachau.
La journaliste française Renée Lafont est considérée comme la première femme journaliste française morte dans l'exercice de ses fonctions, fusillée par les nationalistes au début de la guerre d'Espagne.

### Photographes et cinéastes

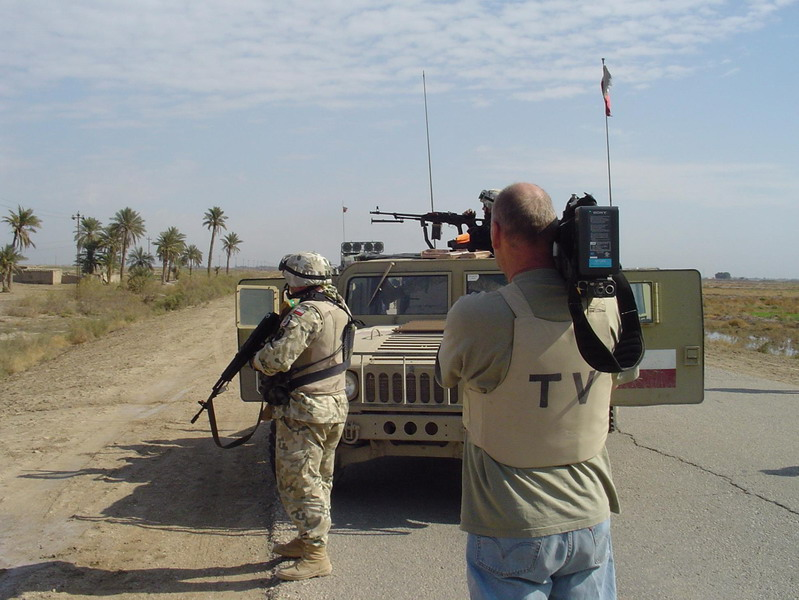
Équipe de caméra polonaise en Irak (2005).

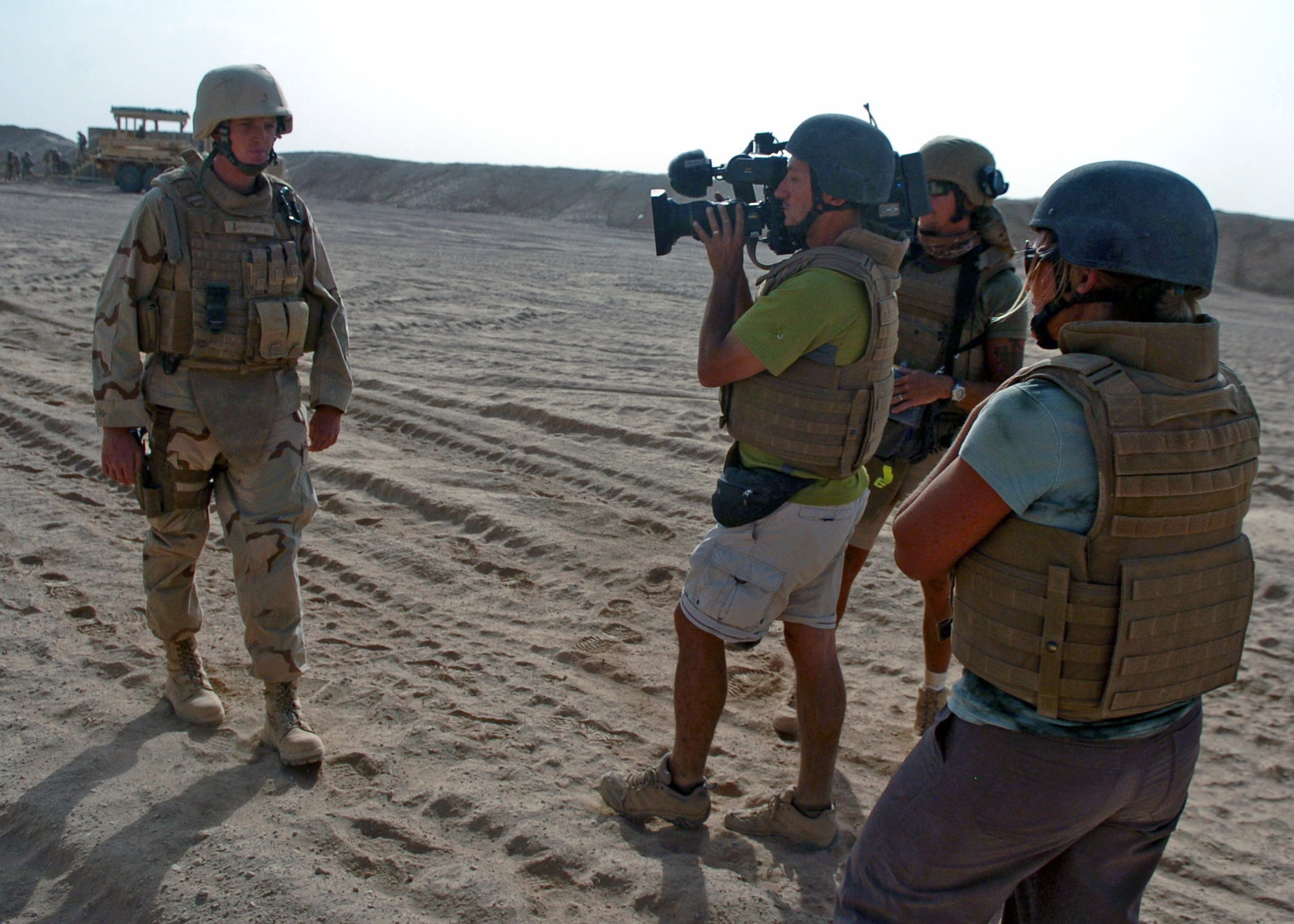
Équipe de National Geographic effectuant l'interview d'un officier de l'agrandissement du camp Leatherneck en Afghanistan (2009).

Les correspondants de guerre ne sont pas tous des écrivains ; parmi eux il y a aussi les « faiseurs d'images », des photographes et cinéastes.
Pour la Seconde Guerre mondiale, on peut citer :
- Margaret Bourke-White, photographe américaine et première femme correspondant de guerre de l'armée américaine. Elle a notamment photographié la libération du camp de concentration de Buchenwald, le 11 avril 1945.
- Robert Capa, photographe hongrois puis naturalisé américain, ou « l'homme aux 6 guerres »[20] puisqu'il a photographié la guerre d'Espagne (1936-1939) avec sa compagne la photographe allemande Gerda Taro (1910-1937) qui y mourut, la Seconde guerre sino-japonaise (1937-1945), la Seconde Guerre mondiale (1939-1945), la deuxième partie de la guerre civile chinoise (1945-1949/50), la première guerre israélo-arabe (1948) et la guerre d'Indochine (1946-1954). Capa est connu pour être l'auteur d'une image iconique de la mort d'un milicien au cours de la guerre d'Espagne, et des seules images fixes du premier assaut du Débarquement allié en Normandie au matin du 6 juin 1944.
- Lee Miller, photographe américaine (1907-1977).

Parmi les cinéastes qui ont participé à la Seconde Guerre mondiale, on peut citer les américains George Stevens et Samuel Fuller. George Stevens et son équipe furent les seuls à filmer la libération d'un camp de concentration avec une pellicule en couleurs, celui de Dachau, le 29 avril 1945.
Autres périodes :
- Nick Ut, photographe vietnamien qui, au cœur du conflit de la guerre du Viêt Nam (1955-1975), a photographié la célèbre image de « la petite fille brulée au napalm », le 8 juin 1972.
- Même conflit : Catherine Leroy, etc.

### Période récente

Reportage, interview de Marion von Haaren, correspondante de la chaîne de télévision publique allemande ARD (2009).

Parmi les grands correspondants de guerre depuis 1990, figurent les journalistes-écrivains John F. Burns, Jean-Michel Caradec'h, Marie Colvin, Robert Fisk, Sebastian Junger, Paul Marchand, Rémy Ourdan, Anne Nivat ; et les photojournalistes Patrick Chauvel (surnommé « l'homme aux 34 guerres »), Luc Delahaye, Christopher Morris, James Nachtwey ou Laurent Van der Stockt, Rami Abou Jamous pour la guerre de Gaza.

## Dans la culture populaire

### Cinéma
- 1940 : Correspondant 17 (Foreign Correspondent), d'Alfred Hitchcock.
- 1999 : Rapporteurs de guerre, documentaire de Patrick Chauvel et Antoine Novat[22].
- 2002 : We were soldier, film sur la guerre du Vietnam où l'on peut suivre, entre autres, le reporter de guerre Joe Galloway, issu d'une histoire vraie.
- 2002 : War Photographer, de Christian Frei.
- 2000 : Code inconnu, de Michael Haneke.
- 2006 : Lucien Bodard, dit Lulu le Chinois, d'Olivier Weber et Michel Vuillermet (avec la participation de Lucien Bodard, Mag Bodard, Jean Lartéguy), France 5, 1998, Zaradoc, 52 min (DVD).
- 2006 : Veillées d'armes : histoire du journalisme en temps de guerre, de Marcel Ophüls (avec la participation de Bernard Kouchner, Bernard-Henri Lévy, Slobodan Milošević), Arte France développement, 2 DVD (4 h 42 min) + 1 livret (16 p.
- 2010 : Eyes of War, de Danis Tanović.